# 蒙特孔帕特里
蒙特孔帕特里（義大利語：Monte Compatri），是意大利拉齐奥大区罗马首都广域市的一个市镇。总面积24.38平方公里，人口10424人，人口密度427.6人/平方公里（2009年）。ISTAT代码为058060。